# Vespamima novaroensis
Vespamima novaroensis är en fjärilsart som beskrevs av Edwards 1881. Vespamima novaroensis ingår i släktet Vespamima och familjen glasvingar. Inga underarter finns listade i Catalogue of Life.